# يوسف عز الدين عيسى
يوسف عز الدين (17 يوليو 1914 - 18 سبتمبر 1999) هو أديب وكاتب وصحفي مصري.

## حياته
ولد يوسف عز الدين عيسى  في 23 شعبان 1332 هـ/ 17 يوليو 1914، ولد في الفيوم وعاش في الشرقية، تخرج من كلية العلوم جامعة القاهرة، وعين معيد فيها عام 1938م، بدأت ميوله الأدبية منذ صغره فكتب الشعر وهو في العاشرة من عمره، وقدم للإذاعة الكثير من الأعمال الأدبية.

## مسيرته
تجاوزت أعماله 400 عمل أدبي، ونال جائزة الدولة في مصر لدوره في تحول الدراما الإذاعية على يديه إلى أدب رفيع، ومنها تمثيلية بعنوان عجلة الأيام عام 1940م، وأعمال كثيرة من بينها جماعة من المساكين، والغد المجهول، والجمجمة، والزنبقة المسكينة، وسيكوسيتا وغيرهم من بواكر أعماله، وهو أول من كتب المسلسل الإذاعي علي مستوى مصر والعالم العربي «عدو البشر» عام 1955م، ثم «المملوك الشارد» و«عواصف» و«العسل المر» و«اليوم المفقود» و«لا تلوموا الخريف» ومئات من الأعمال الرفيعة، وهو من مؤسسي جامعة الأسكندرية حيث أنه طلب نقله إليها عندما علم إنها تحت الإنشاء، وساهم في بنائها واستمر يجمع بين العلم والأدب حتي آخر حياته.
يعتبر أديب مرموق كتب الرواية والقصة القصيرة والمسرحية التي كسرت المقال التقليدي للرواية العربية وعلى سبيل المثال «الواجهة»، «الرجل الذي باع رأسه»، «لا تلوموا الخريف»، «التمثال»، «عين الصقر»، «ثلاث ورود وشمعة»، «نريد الحياة ومسرحيات أخري»، مجموعة قصص «ليلة العاصفة» ومسرحيات مثل «البيت وقصص أخرى»، «هل هو اله» وغيرها من الأعمال وقد نال جائزة الدولة التقديرية في الأدب سنة 1987م، وهو أول من نالها من خارج القاهرة هذا بخلاف مقالاته التي أخذت شكل عواميد إسبوعية في جريدة الأهرام وكتب مقالات تحليلية في أكبر الجرائد المصرية والعربية مثل الفجر وعالم الفكر وغيرهم.
سافر عام 1948م، إلى إنجلترا في بعثة دراسية وحصل على شهادة الدكتوراه، وفي نفس الوقت لم ينقطع يوسف عز الدين عن الكتابة فقد ألف وهو في إنجلترا تمثيليات أذاعتها إذاعة ال (بي بي سي) البريطانية في برنامجها الثالث ومنها:
- خطاب إلى الله.
- هذه الدنيا.
- شجرة الياسمين.

وكان يصله خطاب شكر من الإذاعة البريطانية التي أعجبتها كتاباته. وظل يكتب حتى آخر أيامه ونشرت له جريدة الأهرام ثلاثة قصص بعد رحيله.
إلى جانب تاريخه الحافل بالقصص والشعر والأدب فهو كاتب مقال مشهور نشر الكثير من مقالاته في جريدة الأهرام والأخبار. وله أكثر من مائة مقال في الأهرام في أبواب ثابتة مثل:
- من مفكرة يوسف عز الدين عيسى.
- مع الفكر والخيال.
- أسبوعيات.

وذلك بالإضافة إلى الكثير من المقالات التي نشرتها العديد من الجرائد والمجلات المصرية والعربية مثل مجلة (الفجر) القطرية ودراسات تحليلية في الأدب والعلوم في مجلة (عالم الفكر) مثل «عالم ويليام فوكنر» و«الخيال العلمي عند جول فيرن» و«النهاية المأساوية لفيرجينيا ولف» و«عالم النمل»، وغيرها من المقالات.
كان الدكتور يوسف رئيسا لنادي القصة، عضوا في المجلس الأعلي للثقافة وله الفضل في إنشاء قسم المسرح بكلية الآداب في جامعة الإسكندرية، كما أنشأ قسم علم الحيوان في جامعة طنطا.

## جوائز
نال الدكتور يوسف الكثير من الأوسمة والجوائز الرفيعة ومنها:
- جائزة الدولة التقديرية في الأدب عام 1986،
- وسام العلوم والفنون من الطبقة الأولي مرتين
- وسام الجمهورية
- وأختير أفضل شخصية أدبية على مستوى الجمهورية المصرية لعامي 1998م، و1999م.
- وسام فارس الأدب 1999

رحل عن دنيانا في أيلول/سبتمبر من عام 1999م. للمزيد من المعلومات زوروا موقعه